# Bisdom Prato
Het bisdom Prato (Latijn: Dioecesis Pratensis; Italiaans: Diocesi di Prato) is een in Italië gelegen rooms-katholiek bisdom met zetel in de stad Prato. Het bisdom behoort tot de kerkprovincie Florence en is samen met de bisdommen Fiesole, Arezzo-Cortona-Sansepolcro, Pistoia en San Miniato suffragaan aan het aartsbisdom Florence.

## Geschiedenis
Het bisdom Prato was van 22 september 1653 tot 25 januari 1954 aeque principaliter verbonden aan het bisdom Pistoia. Op 25 januari 1954 werd het een zelfstandig bisdom, suffragaan aan Florence.

## Bisschoppen van Prato
- 1954–1991: Pietro Fiordelli
- 1991–2012: Gastone Simoni
- 2012-heden: Franco Agostinelli

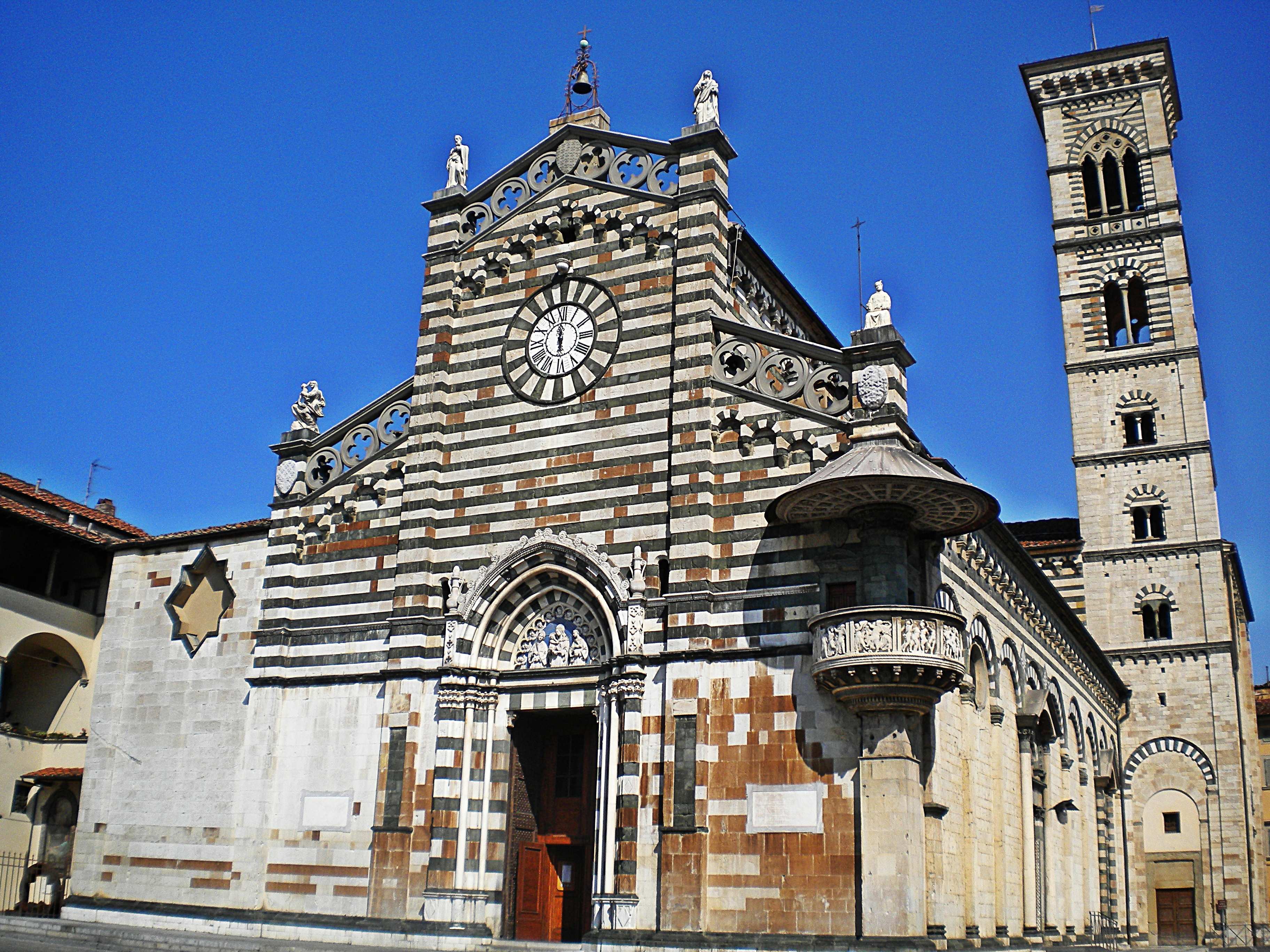
Kathedraal van Prato